# La Pierre Saint-Benoît
La Pierre Saint-Benoît (auch Pierre qui pleure genannt) ist ein bodennaher neolithischer Polissoir nahe der D363, südwestlich von Saint-Benoît-de-Beuvron, in Saint-James im Département Manche in der Normandie in Frankreich.
Der Polissoir besteht aus einem weißen Quarzblock mittlerer Größe (1,25 m lang und 0,5 m breit) leicht über dem Boden. Ein Dutzend Rillen und ein Schälchen sind auf der Oberfläche sichtbar.
Der Polissoir ist seit 1977 als Monument historique klassifiziert.
Mehrere Legenden sind mit dem Stein verbunden. Eine besagt, dass Pferde von Koliken geheilt werden, wenn sie drei Mal um den Stein herumlaufen, bevor sie das eisenhaltige Wasser im Becken trinken.